# Championnat du Royaume-Uni de hockey sur glace 2017-2018
Saison précédente Saison suivante
La saison 2017-2018 est la 15e saison du Championnat du Royaume-Uni de hockey sur glace (KHL) qui s'est déroulé du 9 septembre 2017 au 25 mars 2018. La saison régulière voit 12 équipes jouer 56 matchs chacune.

## EIHL

### Saison régulière

#### Classements de conférence
La distribution des points s'effectue selon le système suivant :
- 3 points pour la victoire dans le temps réglementaire.
- 2 points pour la victoire en prolongation ou aux tirs au but.
- 1 point pour la défaite en prolongation ou aux tirs au but.
- 0 point pour la défaite dans le temps réglementaire.

##### Conférence Erhardt
| Clt   | Équipe              | PJ | V  | D  | DP | BP | BC | Pts |
| ----- | ------------------- | -- | -- | -- | -- | -- | -- | --- |
| +001, | Cardiff Devils      | 24 | 15 | 7  | 2  | 91 | 71 | 32  |
| +002, | Belfast Giants      | 24 | 13 | 9  | 2  | 77 | 83 | 28  |
| +003, | Sheffield Steelers  | 24 | 10 | 12 | 2  | 68 | 63 | 22  |
| +004, | Nottingham Panthers | 24 | 10 | 14 | 0  | 78 | 97 | 20  |

##### Conférence Gardiner
| Clt   | Équipe             | PJ | V  | D  | DP | BP  | BC  | Pts |
| ----- | ------------------ | -- | -- | -- | -- | --- | --- | --- |
| +001, | Fife Flyers        | 24 | 19 | 3  | 2  | 123 | 57  | 40  |
| +002, | Glasgow Clan       | 24 | 14 | 8  | 2  | 85  | 72  | 30  |
| +003, | Dundee Stars       | 24 | 13 | 10 | 1  | 86  | 96  | 27  |
| +004, | Édimbourg Capitals | 24 | 2  | 21 | 1  | 59  | 128 | 5   |

##### Conférence Patton
| Clt   | Équipe                  | PJ | V  | D  | DP | BP | BC  | Pts |
| ----- | ----------------------- | -- | -- | -- | -- | -- | --- | --- |
| +001, | Manchester Storm        | 24 | 15 | 8  | 1  | 91 | 71  | 31  |
| +002, | Guildford Flames        | 24 | 13 | 6  | 5  | 91 | 75  | 31  |
| +003, | Coventry Blaze          | 24 | 12 | 11 | 1  | 87 | 91  | 25  |
| +004, | Milton Keynes Lightning | 24 | 8  | 15 | 1  | 70 | 102 | 17  |

### Série éliminatoire
|  | Quarts de finale | Quarts de finale    | Quarts de finale   |                    |                    | Demi-finales        | Demi-finales | Demi-finales |  |  | Finale | Finale         | Finale |
|  |                  |                     |                    |                    |                    |                     |              |              |  |  |        |                |        |
|  | 1                | Cardiff Devils      | 3                  |                    |                    |                     |              |              |  |  |        |                |        |
|  | 8                | Coventry Blaze      | 0                  |                    |                    |                     |              |              |  |  |        |                |        |
|  | 8                | Coventry Blaze      | 0                  |                    | 1                  | Cardiff Devils      | 4            |              |  |  |        |                |        |
|  |                  |                     |                    |                    | 1                  | Cardiff Devils      | 4            |              |  |  |        |                |        |
|  |                  | 7                   | Fife Flyers        | 0                  |                    |                     |              |              |  |  |        |                |        |
|  | 2                | 7                   | Fife Flyers        | 0                  | Manchester Storm   | 1                   |              |              |  |  |        |                |        |
|  | 2                |                     |                    |                    | Manchester Storm   | 1                   |              |              |  |  |        |                |        |
|  | 7                | Fife Flyers         | 2                  |                    |                    |                     |              |              |  |  |        |                |        |
|  |                  |                     |                    |                    |                    |                     |              |              |  |  | 1      | Cardiff Devils | 3      |
|  |                  |                     | 2                  | Sheffield Steelers | 1                  |                     |              |              |  |  |        |                |        |
|  | 4                | Nottingham Panthers | 2                  |                    |                    |                     |              |              |  |  |        |                |        |
|  | 5                | Belfast Giants      | 1                  |                    |                    |                     |              |              |  |  |        |                |        |
|  | 5                | Belfast Giants      | 1                  |                    | 4                  | Nottingham Panthers | 4            |              |  |  |        |                |        |
|  |                  |                     |                    |                    | 4                  | Nottingham Panthers | 4            |              |  |  |        |                |        |
|  |                  | 3                   | Sheffield Steelers | 5                  |                    |                     |              |              |  |  |        |                |        |
|  | 3                | 3                   | Sheffield Steelers | 5                  | Sheffield Steelers | 2                   |              |              |  |  |        |                |        |
|  | 3                |                     |                    |                    | Sheffield Steelers | 2                   |              |              |  |  |        |                |        |
|  | 6                | Belfast Giants      | 1                  |                    |                    |                     |              |              |  |  |        |                |        |